# Ільці (курорт)
Ільці́ — гірськолижний курорт, розташований поруч із районним центром Верховина (Івано-Франківська область) в селі Ільці, у долині річки Чорний Черемош.
- Відстані: Івано-Франківськ — 145 км, Верховина — 6 км.
- Спуски: 3 траси середньої складності 700 м, ширина 30-40 м, кут нахилу 26 %.
- Витяги: 2 бугеля по 850 м.